# Arctosa nonsignata
Arctosa nonsignata är en spindelart som beskrevs av Roewer 1960. Arctosa nonsignata ingår i släktet Arctosa och familjen vargspindlar.
Artens utbredningsområde är Kongo. Inga underarter finns listade i Catalogue of Life.